# Leichtathletik-Länderkampf der Frauen 1975 USA – BR Deutschland – Panafrika
| 11. Leichtathletik-Länderkampf mit bundesdeutscher Beteiligung 1975 | 11. Leichtathletik-Länderkampf mit bundesdeutscher Beteiligung 1975 |
| ------------------------------------------------------------------- | ------------------------------------------------------------------- |
|                                                                     |                                                                     |
| Ländervergleich der Frauen: USA – BR Deutschland – Panafrika        |                                                                     |
| Austragungsort                                                      | Durham                                                              |
| Wettbewerbe                                                         | offizielle LK-Wertung: 100 weitere: 040                             |
| Datum                                                               | 18./19. Juli                                                        |
| 1. FRG 2. USA 3. Panafrika                                          | 131 Punkte 099 Punkte 040 Punkte                                    |
| Chronik                                                             |                                                                     |
| ← USA-FRG-Panafrika (M)                                             | FRG-URS 10kampf (M) →                                               |

Im elften Vergleich des Länderkampfjahres 1975 traten die bundesdeutschen Frauen wie ihre männlichen Kollegen am 18./19. Juli in der US-amerikanischen Stadt Durham gegen die USA und eine Vertretung aus Panafrika an. Die Bilanz der sechs vorangegangenen Begegnungen gegen die USA lautete fünf zu eins für Deutschland. Gegen Panafrika hatte es zuvor keinen Länderkampf der deutschen Leichtathletinnen gegeben.

## Modus
Auf dem offiziellen Länderkampfprogramm standen zehn Wettbewerbe, darunter die Sprintstaffel, die nicht über 4-mal 100 Meter, sondern über 4-mal 110 Yards durchgeführt wurde. Die nicht zum offiziellen Länderprogrammprogramm zählende längere Staffel fand ebenfalls über eine Yards-Distanz statt, und zwar über 4-mal 440 Yards. Aus dem damaligen olympischen Frauenprogramm fehlten in den Länderkampfdisziplinen neben der längeren Staffel das Kugelstoßen und der Speerwurf. Allerdings wurden diese drei Disziplinen sowie auch ein 3000-Meter-Lauf neben der 4-mal-440-Yards-Staffel ohne Anrechnung für das Länderkampf-Ergebnis nur mit Athletinnen aus den USA und der Bundesrepublik ausgetragen. Vertreterinnen aus Panafrika nahmen an diesen vier Wettbewerben nicht teil.
Außerdem gab es einige Wettkämpfe, an denen die USA und Panafrika sich mit jeweils nur einer Sportlerin beteiligten:
- 1500-Meter-Lauf: USA und Panafrika
- Hochsprung: Panafrika
- Weitsprung: USA
- Diskuswurf: Panafrika

Die Punkte wurden nach dem bei Dreiländerkämpfen üblichen System vergeben: Einzeldisziplinen: 1. Platz: 7 Punkte / 2. Pl.: 5 P / 3. Pl.: 4 P / 4. Pl.: 3 P / … – Staffeln: sieben zu vier zu zwei Punkte.

## Ergebnis
Das bundesdeutsche Team dominierte diesen Vergleich eindeutig. In den Einzelläufen entschieden die bundesdeutschen Leichtathletinnen drei Wettbewerbe für sich, zwei davon mit Doppelerfolgen. Die USA kam hier auf zwei Erfolge, Panafrika auf einen. Die beiden Staffeln gingen wie auch die beiden Sprungdisziplinen an die Bundesrepublik. Nur den einzigen Wurfwettbewerb verbuchten die US-Athletinnen für sich. Mit 131 Punkten lagen die bundesdeutschen Leichtathletinnen im Gesamtresultat diesmal besonders deutlich vorn. Die US-Amerikanerinnen erreichten auf ihrem zweiten Platz 99 Punkte. Mit vierzig Punkten belegten die panafrikanischen Vertreterinnen abgeschlagen Rang drei.

## Legende
Kurze Übersicht zur Bedeutung der Symbolik – so üblicherweise auch in sonstigen Veröffentlichungen verwendet:
| DSQ | disqualifiziert |

## Resultate

### 100 m
| Platz | Athletin       | Land       | Zeit (s) |
| ----- | -------------- | ---------- | -------- |
| 1     | Inge Helten    | FRG        | 11,39    |
| 2     | Alice Annum    | PAFR / GHA | 11,41    |
| 3     | Maren Gang     | FRG        | 11,50    |
| 4     | Rosalyn Bryant | USA        | 11,60    |
| 5     | Hannah Afriyie | PAFR / GHA | 11,69    |
| 6     | Party Collins  | USA        | 11,82    |

Datum: 18. Juli

### 200 m
| Platz | Athletin          | Land       | Zeit (s) |
| ----- | ----------------- | ---------- | -------- |
| 1     | Alice Annum       | PAFR / GHA | 23,06    |
| 2     | Pamela Jiles      | USA        | 23,12    |
| 3     | Annegret Richter  | FRG        | 23,12    |
| 4     | Annegret Kroniger | FRG        | 23,21    |
| 5     | Rosalyn Bryant    | USA        | 23,69    |
| 6     | Hannah Afriyie    | PAFR / GHA | 24,63    |

Datum: 19. Juli

### 400 m
| Platz | Athletin        | Land       | Zeit (s) |
| ----- | --------------- | ---------- | -------- |
| 1     | Debra Sapenter  | USA        | 52,06    |
| 2     | Erika Weinstein | FRG        | 52,47    |
| 3     | Elke Barth      | FRG        | 52,96    |
| 4     | Robin Campbell  | USA        | 53,19    |
| 5     | Grace Bakari    | PAFR / GHA | 55,20    |
| 6     | Mary Manu       | PAFR / GHA | 56,08    |

Datum: 18. Juli

### 800 m
| Platz | Athletin          | Land       | Zeit (min) |
| ----- | ----------------- | ---------- | ---------- |
| 1     | Madeline Jackson  | USA        | 2:01,6     |
| 2     | Gisela Klein      | FRG        | 2:03,0     |
| 3     | Angelika Traugott | FRG        | 2:03,3     |
| 4     | Kathy Weston      | USA        | 2:03,7     |
| 5     | Tecla Chemabwai   | PAFR / KEN | 2:05,8     |
| 6     | Alice Amacar      | PAFR / UGA | 2:11,8     |

Datum: 19. Juli

### 1500 m
| Platz | Athletin        | Land       | Zeit (min) |
| ----- | --------------- | ---------- | ---------- |
| 1     | Ellen Wellmann  | FRG        | 4:20,9     |
| 2     | Brigitte Kraus  | FRG        | 4:22,2     |
| 3     | Jan Merrill     | USA        | 4:24,9     |
| 4     | Mwinga Mwanjala | PAFR / TAN | 4:36,4     |

Datum: 18. Juli
Die USA und Panafrika waren mit nur jeweils einer Läuferin am Start.

### 3000 m
Dieser Wettbewerb war nicht Teil des offiziellen Länderkampfprogramms.
| Platz | Athletin            | Land | Zeit (min) |
| ----- | ------------------- | ---- | ---------- |
| 1     | Vera Kemper         | FRG  | 9:12,2     |
| 2     | Lynn Bjorklund      | USA  | 9:12,6     |
| 3     | Christa Vahlensieck | FRG  | 9:15,0     |
| 4     | Cindy Bremser       | USA  | 9:18,0     |

Datum: 18. Juli

### 100 m Hürden
| Platz | Athletin           | Land       | Zeit (s) |
| ----- | ------------------ | ---------- | -------- |
| 1     | Marlies Koschinski | FRG        | 13,14    |
| 2     | Silvia Kempin      | FRG        | 13,49    |
| 3     | Modupe Oshikoya    | PAFR / NGA | 13,63    |
| 4     | Debbie La Plante   | USA        | 13,64    |
| 5     | Patricia Donnely   | USA        | 13,81    |

Datum: 18. Juli
Panafrika war mit nur einer Läuferin am Start.

### 4 × 110 yds Staffel
| Platz | Besetzung      | Land                                                    | Zeit (s) |
| ----- | -------------- | ------------------------------------------------------- | -------- |
| 1     | BR Deutschland | Inge Helten Birgit Wilkes Annegret Kroniger Maren Gang  | 44,07    |
| 2     | USA            | Martha Watson Party Collins Rosalyn Bryant Pamela Jiles | 44,20    |
| 3     | Panafrika      | Besetzung nicht angegeben                               | 44,73    |

Datum: 18. Juli

### 4 × 440 yds Staffel
Dieser Wettbewerb war nicht Teil des offiziellen Länderkampfprogramms.
| Platz | Besetzung      | Land                                                            | Zeit (min) |
| ----- | -------------- | --------------------------------------------------------------- | ---------- |
| 1     | BR Deutschland | Christiane Krause Dagmar Jost Erika Weinstein Elke Barth        | 3:30‚3     |
| 2     | USA            | Robin Campbell Cheryl Toussaint Madeline Jackson Debra Sapenter | 3:30‚9     |

Datum: 19. Juli

### Hochsprung
| Platz | Athletin        | Land       | Höhe (m) |
| ----- | --------------- | ---------- | -------- |
| 1     | Ulrike Meyfarth | FRG        | 1,88     |
| 2     | Karin Geese     | FRG        | 1,86     |
| 3     | Joni Huntley    | USA        | 1,80     |
| 4     | Susan Hackett   | USA        | 1,75     |
| 5     | Modupe Oshikoya | PAFR / NGA | 1,75     |

Datum: 19. Juli
Panafrika war mit nur einer Teilnehmerin am Start.

### Weitsprung
| Platz | Athletin         | Land       | Weite (m) |
| ----- | ---------------- | ---------- | --------- |
| 1     | Kathy McMillan   | USA        | 6,40      |
| 2     | Birgit Wilkes    | FRG        | 6,37      |
| 3     | Christa Striezel | FRG        | 6,24      |
| 4     | Modupe Oshikoya  | PAFR / NGA | 6,12      |
| 5     | Juliana Mensah   | PAFR / GHA | 5,82      |

Datum: 19. Juli
USA mit nur einer Teilnehmerin am Start

### Kugelstoßen
Dieser Wettbewerb war nicht Teil des offiziellen Länderkampfprogramms.
| Platz | Athletin      | Land | Weite (m) |
| ----- | ------------- | ---- | --------- |
| 1     | Helga Jaxt    | FRG  | 15,22     |
| 2     | Emily Dale    | USA  | 14,45     |
| 3     | Denise Wood   | USA  | 14,38     |
| 4     | Ameli Koloska | FRG  | 12,65     |

Datum: 19. Juli

### Diskuswurf
| Platz | Athletin         | Land       | Weite (m) |
| ----- | ---------------- | ---------- | --------- |
| 1     | Marita Schuran   | FRG        | 47,56     |
| 2     | Monette Driscoll | USA        | 47,56     |
| 3     | Jane Svendsen    | USA        | 45,20     |
| 4     | Rose Hart        | PAFR / GHA | 44,04     |
| DSQ   | Ilse Gaede       | FRG        |           |

Datum: 19. Juli
Panafrika mit einer Werferin am Start

### Speerwurf
Dieser Wettbewerb war nicht Teil des offiziellen Länderkampfprogramms.
| Platz | Athletin           | Land | Weite (m) |
| ----- | ------------------ | ---- | --------- |
| 1     | Kate Schmidt       | USA  | 60,92     |
| 2     | Ursula Pietschmann | FRG  | 54,73     |
| 3     | Sherry Calvert     | USA  | 53,86     |
| 4     | Ameli Koloska      | FRG  | 51,43     |

Datum: 19. Juli